# Герб Кунгура
Герб Кунгура — официальный символ города Кунгур Пермского края Российской Федерации.
Ныне действующий герб Кунгура утверждён решением Кунгурской городской Думы от 13 ноября 2008 года № 154 и внесён в Государственный геральдический регистр Российской Федерации с присвоением регистрационного № 114.

## Геральдическое описание герба
В лазоревом (голубом) поле серебряный рог изобилия, наклоненный вниз, из него сыплются золотые колосья разного хлеба.

## Обоснование символики
Современный герб города Кунгура разработан на основе исторического герба города Кунгура Пермского наместничества, Высочайше утвержденного 17 июля 1783 года (по старому стилю). Подлинное описание герба гласит: "Въ первой части щита гербъ Пермскiй. Во второй части щита, въ голубомъ поле, рогъ изобилiя съ сыплющимися изъ него колосьями разнаго хлъба, означающiе плодоносiе вокругъ онаго города".
Восстановление исторического герба символизирует бережное отношение жителей города к своей истории, а также непрерывную преемственность многих поколений кунгуряков.
Золото - символ урожая, богатства, стабильности, солнечного тепла, уважения и интеллекта.
Серебро - символ чистоты и совершенства, мира и взаимопонимания.
Голубой цвет - символ чести, благородства, духовности, возвышенных устремлений.

## История

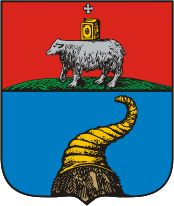
Герб Кунгура 1783 года
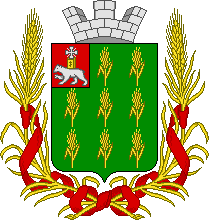
Проект герба Кунгура, разработанный в 1862 году
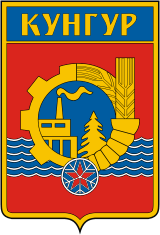
Герб Кунгура 1972 года

Первый герб Кунгура был утверждён в 17 июля 1783 года. Описание герба: «В верхней части пересеченого щита герб Пермской воеводской канцелярии, в нижней части рог изобилия с сыплющимися из него плодами, знаменующий плодородие окрестных земель».
В 1862 году разрабатывался проект нового герба Кунгура, но он не был утверждён. Описание проекта герба: «В лазоревом щите 9 золотых колосьев: 3, 3, 3. В вольной части герб Пермской губернии. Щит увенчан серебряной стенчатой короной и окружён золотыми колосьями, соединёнными Александровской лентой».
27 июня 1972 года решением исполкома горсовета народных депутатов был утверждён, так называемый советский герб Кунгура, разработанный группой художников во главе с Гордеевым. Описание герба: "На красном щите эмблема, состоящая из шестерни, колосьев, рога изобилия, силуэтов завода и ели, красной звезды. Эмблема накладывается на три синие волны".
Решением Кунгурской городской думы от 28 октября 1994 года №30 (в редакции решения Кунгурской городской Думы от 13 ноября 2008 года №154) был восстановлен исторический герб Кунгура.